# Architesma
Architesma is een geslacht van vlinders van de familie van de spinneruilen (Erebidae). De wetenschappelijke naam van dit geslacht is voor het eerst voorgesteld door Sven Jørgen Rolf Birket-Smith in een publicatie uit 1965. De soorten in dit geslacht komen in het Afrotropisch gebied voor.

## Soorten
- Architesma ampullaria Volynkin, 2025
- Architesma angulifascia (Strand, 1913)
- Architesma bassa Volynkin, 2025
- Architesma diffusa Volynkin, 2025
- Architesma dolgomoides Volynkin, 2025
- Architesma frondosa Volynkin, 2025
- Architesma henricus (Durante, Potenza & Pellegrino, 2024)
- Architesma inermis Volynkin, 2025
- Architesma jaundeana (Strand, 1912)
- Architesma makomensis (Strand, 1912)
- Architesma ndoki Volynkin, 2025
- Architesma nkwaji Volynkin, 2025
- Architesma nouabaleana Volynkin, 2025
- Architesma nyonie Volynkin, 2025
- Architesma odzala Volynkin, 2025
- Architesma smithi Volynkin, 2025
- Architesma sordida (Birket-Smith, 1965)
- Architesma turlini Volynkin, 2025